# Bembidion fugax
Bembidion fugax är en skalbaggsart som beskrevs av Leconte 1848. Bembidion fugax ingår i släktet Bembidion och familjen jordlöpare. Inga underarter finns listade i Catalogue of Life.